# Троицкая церковь (Грабов)
Троицкая церковь — православный храм и памятник архитектуры местного значения в Грабове.

## История
Решением исполкома Черниговского областного совета народных депутатов от 26.06.1989 № 130 присвоен статус памятник архитектуры местного значения с охранным № 71-Чг под названием Троицкая церковь. Установлена информационная доска.

## Описание
Троицкая церковь — пример народной деревянной монументальной архитектуры рационалистического направления периода историзма. Была построена в период 1896-1897 годы местными плотниками. Проект церкви составлен в 1895 году архитектором О. Михайловым с использованием типичных проектов приходских церквей. Схожая по проекту Михайловская церковь была построена в Буянках в период 1887-1888 годы.
Изначально деревянная, пятидольная (пятисрубная), крестообразная в плане церковь, с гранёной апсидой, двумя ризницами по обе стороны и двухъярусной колокольней с западного фасада; колокольня не сохранилась. Над центральным объёмом с помощью плоских треугольных парусов и срезанной четырёхгранной пирамиды поставлен восьмерик (восьмигранный барабан) с куполом — не сохранились (разрушены), сейчас храм перекрыт двухскатной крышей.
Сейчас деревянная на кирпичном фундаменте, крестообразная в плане церковь, без купола и барабана. Два входа с 4-колонными портиками, которые завершаются треугольными фронтонами.